# Miasto Našice
Miasto Našice (chorw. Grad Našice) – jednostka administracyjna w Chorwacji, w żupanii osijecko-barańskiej. W 2011 roku liczyła 16 224 mieszkańców.